# Vitebsky Central Sport Complex
El Complejo Deportivo Central de Vitebsk (Vitebsky Central Sport Complex), también conocido como Vitebsky CSK, es un complejo deportivo de usos múltiples ubicado en la ciudad de Vítebsk, Bielorrusia. El estadio fue inaugurado en 1937 y posee una capacidad para 8.140 personas. Actualmente se utiliza principalmente para partidos de fútbol y es el estadio local del FC Vitebsk, club de la Liga Premier de Bielorrusia.
El estadio fue construido en 1937 y originalmente era conocido como Estadio Dinamo. En 1950, fue reconstruido después de los daños sufridos durante la Segunda Guerra Mundial. En 2003 luego de nuevas obras de renovación el estadio pasó a llamarse Institución Estatal de Cultura Física y Deportes - "Complejo Deportivo Central de Vitebsk" (Vitebsky Central Sport Complex).
El estadio ha albergado en dos oportunidades la final de la Copa de Bielorrusia, en 2002 y 2019.
El estadio albergó ocasionalmente partidos de local de la selección nacional sub-21 de Bielorrusia. En 2005, albergó el partido amistoso de la selección nacional de fútbol de Bielorrusia contra Letonia. 
También fue utilizado por el Naftan Novopolotsk como sede de las eliminatorias de la UEFA Europa League en 2009 ante el KAA Gent de Bélgica y en UEFA Europa League en 2012 frente al Estrella Roja de Belgrado.